# Денежный транспортёр
Денежный транспортёр — механизм используемый в оргтехнических целях в торговле для переноса платежей клиентов от продавца к кассиру и для обратной передачи сдачи и квитанции. Преимущества «централизованной» кассовой системы заключались в том, что она могла находиться под более пристальным контролем со стороны руководства, было меньше возможностей для кражи (поскольку сдачу считали как кассир, так и продавец), и она освобождала время продавца работы по обслуживанию клиентов.

## Система Cash Ball

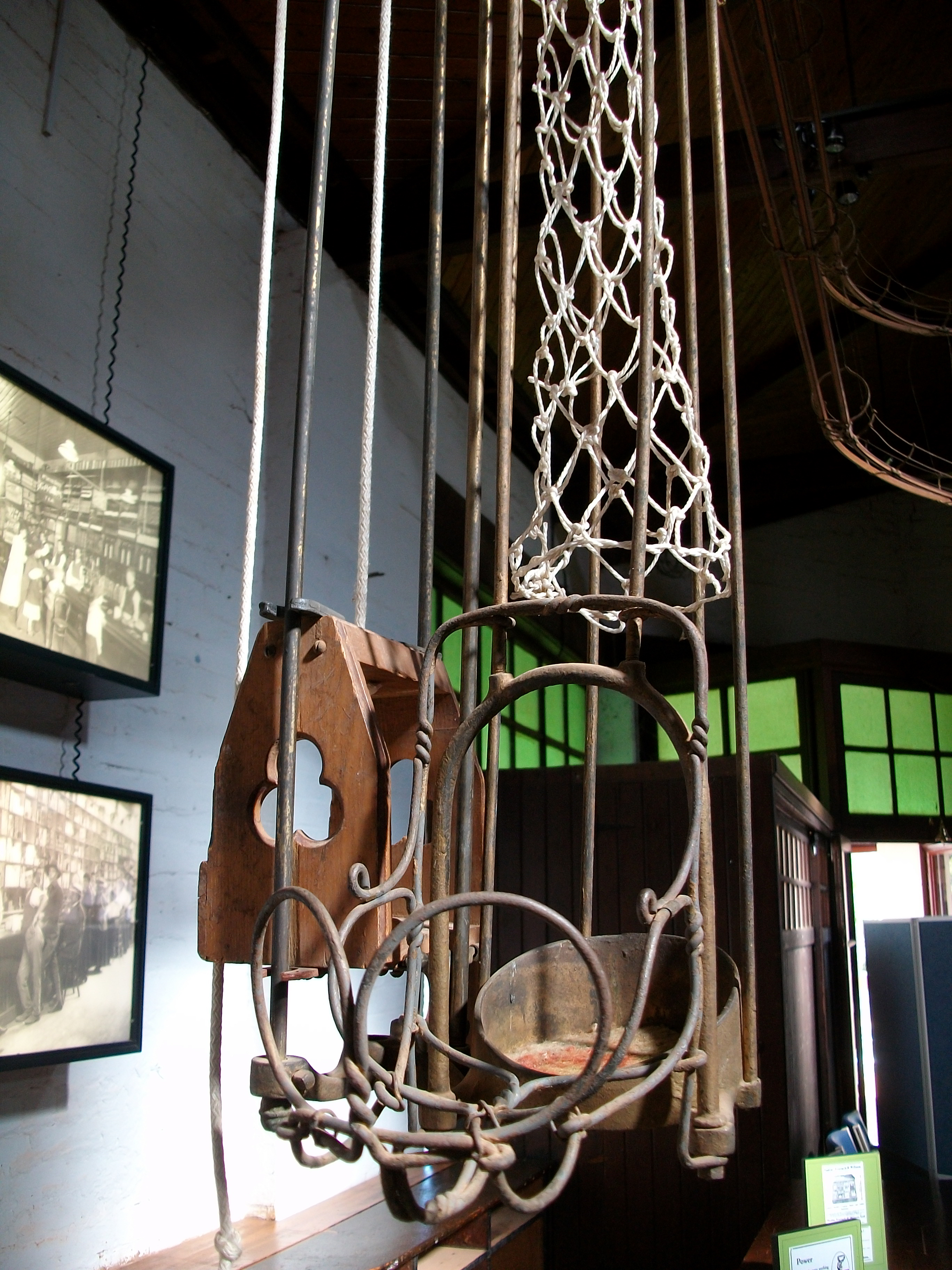
Денежный транспортёр Cash ball работающий в магазине Up-To-Date

Самый ранний тип денежного транспортёра представлял собой полый деревянный шар, состоящий из двух частей, который двигался по наклонным рельсам и нес внутри себя наличные и товарный чек или квитанцию. Один набор рельсов спускался от отдела продаж к кассе, а другой — в противоположном направлении. Эта система была известна как «железная дорога для наличных». Уильям Стикни Ламсон из Лоуэлла, штат Массачусетс, запатентовал эту систему в 1881 году. Его изобретение вскоре привлекло интерес других владельцев магазинов, и в 1882 году вместе с Мелдоном Стивеном Джайлсом в Бостоне Ламсоном была зарегистрирована компания Lamson Cash Carrier Company. Пример работающей системы можно увидеть в кооперативном магазине в музее Бимиша на северо-востоке Англии, а ещё один до сих пор находится на своем первоначальном месте в магазине Up-To-Date, ныне музее, в Куламоне, Новый Южный Уэльс.

## Проволочные системы
Следующим типом денежного транспортёра были конструкции с тележками, подвешенными на шкивах к проволоке между торговыми прилавками. Эти тележки запускались из катапульты. Самыми известными типами были «Rapid Wire» и «Air-Line». Ниже перечислены наиболее известные марки денежных транспортёров такого типа:

### Air-Line Company
Компания Air-Line базировалась в Соединенных Штатах. Она производила систему, разработанную Gipe. Проволока проходила через несколько шкивов, чтобы приводить машину в движение. Lamson Cash Carier купила Air-Line, поэтому у тележек этой конструкции обычно имеются надписи «Air-Line» с одной стороны и «Lamson» с другой.

### Baldwin
Эта компания базировалась в Чикаго. Её системы денежных переводов обычно назывались «Baldwin Flyers».

### British Cash & Parcel Conveyors
Британский конкурент Lamson, который в конечном итоге также был куплен этой компанией.

### Dart Cash
Dart Cash была британской компанией, основанной бакалейщиком из Сток-он-Трент Уильямом Альфредом Эдвардсом. Их простая система движущаяся за счёт гравитации, была запатентована в 1918 году. Более поздние усовершенствования включали пружину для движения носителя. Помимо проводных систем, Dart также производила пневматические денежные транспортёры.

### Gipe
Gipe — американская компания, основанная Эмануэлем Кларенсом Гайпом из Фрипорта, штат Иллинойс. Система Gipe была популярна в Англии. У транспортёра этой системы было два комплекта колес: верхний комплект двигался по одному тросу, а нижний — по второму тросу. Он приводился в движение путем разъединения проволоки на передающей станции с помощью рычага.

### Lamson
Компания Lamson доминировала на рынке. В разное время она была известна как Lamson Cash Carrier Company, Lamson Cash Railway Company, Lamson Store Service Company, Lamson Consolidated Store Service Company, Lamson Company Inc., а в Великобритании Lamson Engineering Company Ltd. Lamson также купила компанию Rapid Service Store Railway Company из Детройта, которая лицензировала изобретение Роберта Маккарти из Детройта, штат Мичиган, и их система стала известна как Lamson Rapid Wire. Lamson производила и проволочные денежные транспортёры и пневматические системы.

### Sturtevants
Sturtevants из Бостона, штат Массачусетс, была ответвлением американской компании. Примерно в начале 1920-х годов они приобрели часть Reid Brothers и бизнес по производству пневматических труб Cooke, Troughton and Simms. В 1949 году часть, которая работала с пневматическими трубками, была приобретена Lamsons.

## Кабельные системы
Эта система была разработана Джозефом Мартином из Вермонта. В кабельных системах использовался непрерывно движущийся кабель, который был проложен по магазину, проходя мимо прилавков и кассы, и приводился в движение электродвигателем. Когда нужно было отправить платеж, продавец клал его в специальный контейнер и прикреплял его к кабелю. Направление движения кабеля изменялось при помощи специальных направляющих, сделанных из лёгкого металла. На кассе контейнер отцепляли, оформляли транзакцию, а сдачу и квитанцию возвращали обратно тем же способом. Двадцать или более точек могли легко работать с двигателем мощностью 1 лошадиная сила. \
Lamsons предлагали два типа системы подобной конструкции. «Perfection» и более высокоуровневую «Preferred», в которой у прилавка находилась «точка выдачи». Первым магазином, в котором использовалась кабельная система Lamson, был Boston Store в Броктоне (принадлежащий Джеймсу Эдгару), основанный в 1890 году. Хотя эта система была довольно распространена в Соединенных Штатах, в Соединенном Королевстве их было немного. Последняя рабочая инсталляция располагалась в магазине Joyners General Store в Мус-Джоу, Саскачеван, но здание магазина сгорело в 1 января 2004 года.

## Пневматические системы
Некоторые из вышеперечисленных компаний также производили пневматические системы. Такие системы до сих пор установлены и работают в нескольких магазинах. Современные системы пневматической почты теперь также используются в супермаркетах для перемещения наличных оптом из касс в центральную кассу.

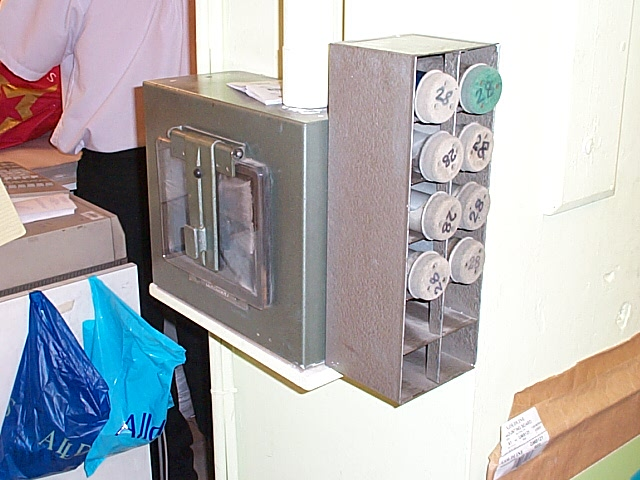
Терминал системы пневматического денежного траснпортёра Pneu-Art в универмаге Arding & Hobbs, Clapham Junction, Лондон